# 继承法
继承法是民法体系当中关于财产继承的法律规则的总称。继承法规定了继承的主体，客体，继承的方式以及对于某些行为的限制。